# Инегьол
Инегьол (на турски: İnegöl) е град с прилежащ район във вилает Бурса недалеч от малоазийския бряг на Мраморно море в Турция. Един от най-големите индустриални центрове на Турция.
Мястото и района са обитавани от дълбока древност. През античността са завладени от Александър Македонски и включени в империята му. По време на Палеолозите градът се нарича Ангелокома (на старогръцки: Αγγελόκωμα) и заедно със съседната Белокома (днес Биледжик) са основни малоазийски фортпостове за защита на Константинопол във византийска Витиния, т.е. за ограничаване на достъпа до имперската столица откъм Азия.
За разлика от текфурите на съседната Белокома, текфурите на Ангелокома се отнасят към османците с голямо недоверие и дори враждебност. Византийските хроники пазят името на текфура на Ангелокома – Ая Никола. В стремежа си към овладяването на подстъпите османците превземат малко село на 5 км източно от Ангелокома, сега известно като Куладжахисар. Следва битката при Изидже през 1286 – 1287 г. между османци и византийци, в която загива средният син на уджбея на Сьогют – Ертогрул – Гази Савджи бей. През 1299 г. наследникът на Ертогрул – Осман I бей превзема Ангелокома с щурм, събитие, което е отбелязано в историята като начало на изграждането на Османската империя.